# Umol
 Umol  falu Horvátországban, Károlyváros megyében. Közigazgatásilag  Bosiljevóhoz tartozik.

## Fekvése
Károlyvárostól 24 km-re délnyugatra, községközpontjától 6 km-re délre fekszik.

## Története
A településnek 1857-ben 124, 1900-ban 132 lakosa volt. Trianon előtt Modrus-Fiume vármegye Vrbovskói járásához tartozott. 2011-ben 36 lakosa volt.

## Lakosság
| Lakosság változása | Lakosság változása | Lakosság változása | Lakosság változása | Lakosság változása | Lakosság változása | Lakosság változása | Lakosság változása | Lakosság változása | Lakosság változása | Lakosság változása | Lakosság változása | Lakosság változása | Lakosság változása | Lakosság változása | Lakosság változása |
| ------------------ | ------------------ | ------------------ | ------------------ | ------------------ | ------------------ | ------------------ | ------------------ | ------------------ | ------------------ | ------------------ | ------------------ | ------------------ | ------------------ | ------------------ | ------------------ |
| 1857               | 1869               | 1880               | 1890               | 1900               | 1910               | 1921               | 1931               | 1948               | 1953               | 1961               | 1971               | 1981               | 1991               | 2001               | 2011               |
| 124                | 109                | 118                | 102                | 86                 | 132                | 117                | 90                 | 109                | 110                | 87                 | 78                 | 60                 | 85                 | 37                 | 36                 |

## Nevezetességei
Keresztelő Jánosnak szentelt kápolnája az Umol-domb legmagasabb részén, domináns helyen található.  Négyszögletes alaprajzú épület, egyedi kialakítású belső térrel, a hajó szélességével egyező háromoldalú záródású szentéllyel, harangtoronnyal, és a főhomlokzat előtti fedett előcsarnokkal. A keresztboltozatos szentélyt diadalív választja el a síkmennyezetű hajótól. Az előcsarnokban fennmaradt a jellegzetes falazott menza és részben az eredeti nagy kőlapokkal készített padlóburkolat. A berendezésből fennmaradt a Szent Jánosnak szentelt főoltár a 18. század első feléből. A korai barokk kápolna a tengerparti szakrális épületek hatására, egy temetőben épült, amely azonban nem maradt fenn. A kápolnától nagyszerű kilátás nyílik a környező tájra.